# Laphria tristis
Laphria tristis là một loài ruồi trong họ Asilidae. Laphria tristis được Doleschall miêu tả năm 1857. Loài này phân bố ở miền Australasia và miền Ấn Độ - Mã Lai.